# Frugivorismo

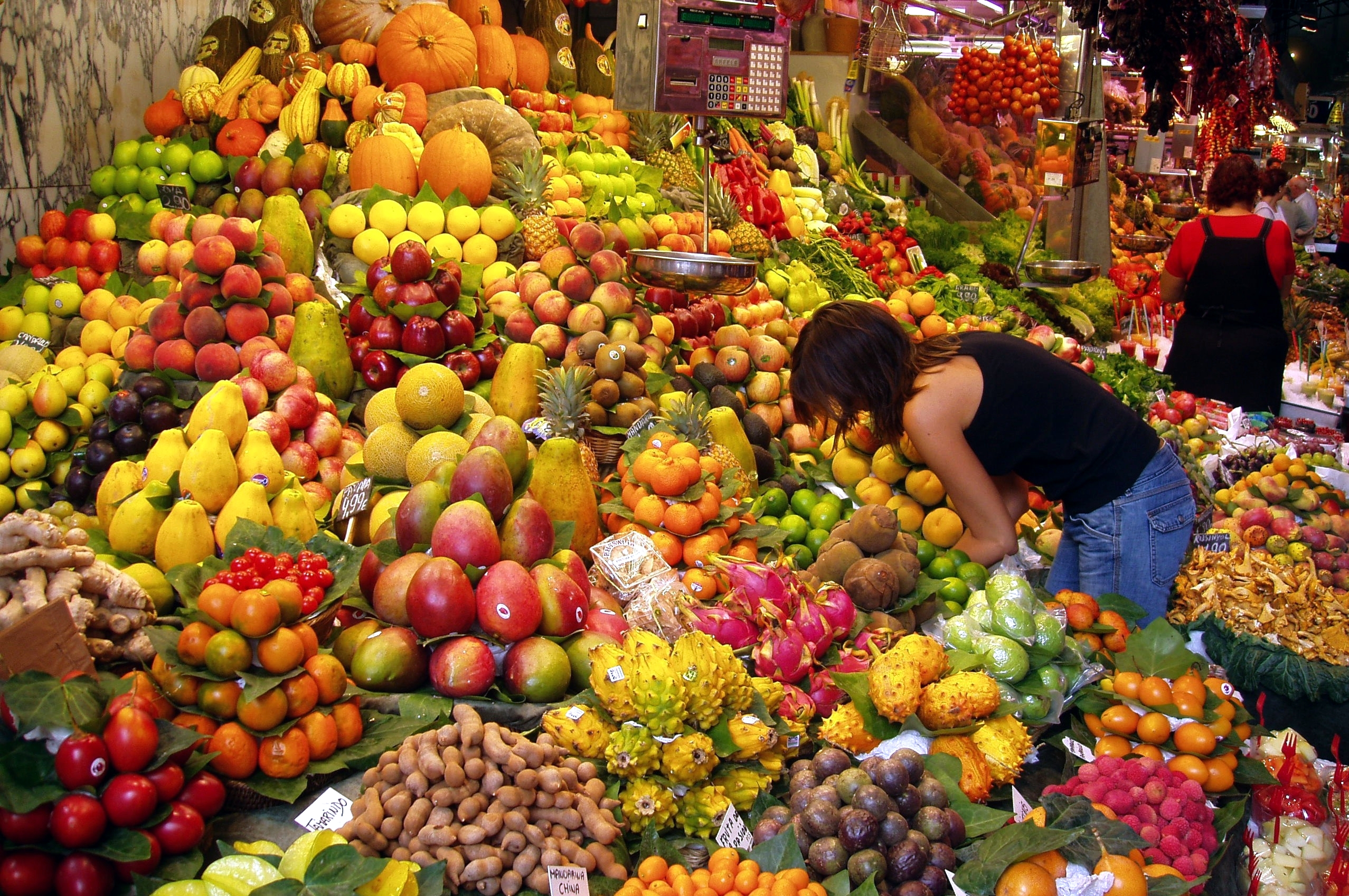
Uma barraca de frutas em Barcelona, Espanha. Frutas são principal alimento consumido por frugívoros.

Frugivorismo é uma doutrina alimentar em que se ingere apenas frutas, verduras e legumes, estejam crus ou cozidos, e também de forma industrializada. Cereais e produtos animais não são ingeridos. Difere do Frutarianismo, que se ingere exclusivamente frutas cruas e em estado maduro, com o sabor e nutrientes em seu auge.

## A Doutrina Alimentar Frugívora
A maioria dos praticantes frugívoros pelo mundo seguem as diretrizes da Dieta 80/10/10, promovida pelo Dr. Douglas Graham, especialista em nutrição esportiva e adepto da doutrina alimentar.  A dieta é baseada praticamente em frutas, verduras e legumes crus, baixa em gorduras, é conhecida também pelos termos Low-Fat Raw Vegan, LFRV, 80/10/10 Diet, 811-rv e Crudivorismo hipo-lipídico .

## Justificativas
Diferentes argumentos são usados para defender o frugivorismo. Aderentes levantam que esta seria a alimentação natural da humanidade, tomando como base Adão e Eva em Gênesis 1:29.
O argumento mais aceito é que animais semelhantes prosperam em dietas semelhantes, anatomicamente, humanos são classificados como primatas-antropóides, como chimpanzés, bonobos e orogotangos. Não há outros exemplo de animais na natureza nessa classificação que consuma grãos. Todos eles consomem na maior parte frutas, folhas e castanhas (comem ocasionalmente insetos e pequenos invertebrados, mas representa menos de 1% da alimentação e isso ocorre em época de escassez).
Parte dos frugivoristas argumentam que a planta teria evoluído para adquirir frutos e facilitar a dispersão das sementes. Ao ingerir frutos, estariam, portanto, fazendo o que fomos destinados a fazer por natureza, colhendo o que a natureza "provém sem lutar", ajudando na preservação das plantas e animais. Técnicas de agroflorestas (cultivo de frutas e árvores nativas imitando as florestas naturais) são divulgadas com a prática do frugivorismo, alegam que com tais técnicas poderiamos transformar áreas de pasto degradadas e campos de monocultivos de cereais e soja em florestas produtivas, garantindo a biodiversidade de fauna e flora de cada ecossistema.
Além disso, existem argumentos e estudos científicos que apontam que a alimentação frugívora é 100% saudável aos seres humanos, por não possibilitar a ocorrência de doenças associadas à ingestão de tecido animais, como a vaca louca, mal de Parkinson e mal de Alzheimer.
Apontam que nesta doutrina controlam-se e previnem-se doenças crônicas e genéticas, como enxaqueca, diabetes tipo 1 e 2, câncer e AIDS, sem o uso de medicamentos ou cirurgia.

## Críticas
Como é comum com outras dietas diferentes do padrão, diversas críticas são feitas ao frugivorismo. Uma delas diz que sementes eliminadas nas fezes só fecundam em contato com solo adequado porém, existe a disseminação das sementes também através do lixo, como é o caso da Melancia, onde as sementes são descartadas.
Argumenta-se também que muitos nutrientes considerados como essenciais a uma dieta saudável, não são encontradas em frutas, ou são insuficientes. Como exemplo, têm-se  a vitamina B12, necessária para o bom funcionamento do sistema nervoso. Frugivoros alegam que a vitamina B12 existe na casca de fruta biológica não lavada, e que um intestino saudável, sem o uso de óleos, sal e alimentos processados podem produzir  vitamina B12 assim como grande parte de mamíferos herbívoros e frugívoros realizam.